# Passo delle Ciaresole
Il passo delle Ciaresole (o Ciaregole) è un valico del Gruppo del Catinaccio, nelle Dolomiti. Di modesta altezza (2282 metri sul livello del mare), collega tra loro la val Duron, nel comune di Campitello di Fassa, e la val Udai, nel comune di Mazzin, entrambi in provincia di Trento e nel bacino idrografico della val di Fassa.

## Morfologia

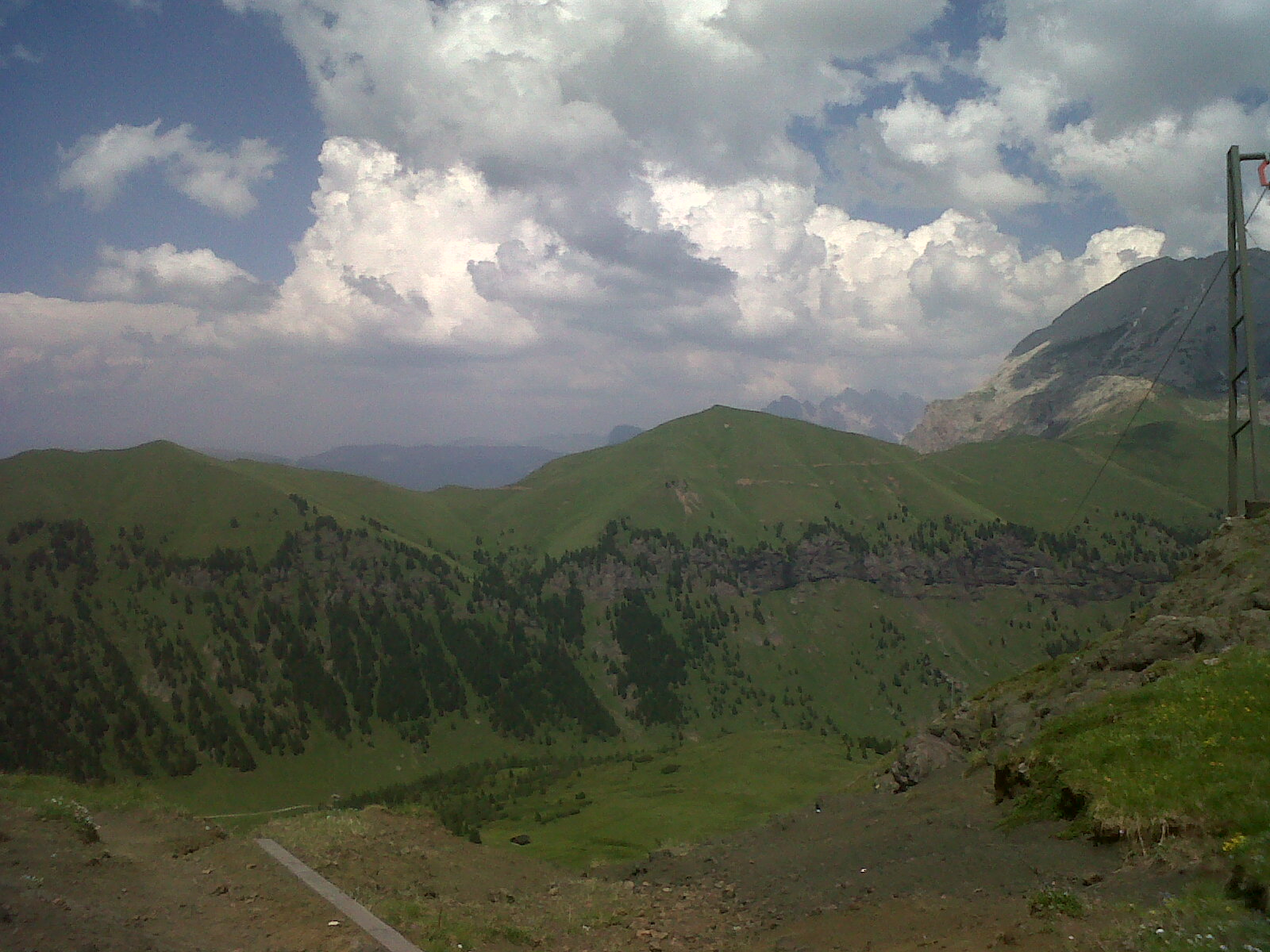
Vista sulla val Duron dalla sommità del passo, col Sassopiatto sulla destra

Il passo delle Ciaresole è uno dei valichi meno elevati del gruppo montuoso del Catinaccio, tanto che il fondo è erboso, e non costituito, come per la maggior parte degli altri, di sassi o di roccia viva di conformazione dolomitica. Questo fa sì che la salita fino alla sua sommità non sia difficoltosa, soprattutto sul versante sud, quello che dà sulla val Udai. Poco più a ovest del passo il crinale comincia a alzarsi bruscamente, descrivendo una caratteristica torre dolomitica: la  Croda del Lago (2806 metri d'altezza), chiamata così perché proprio sopra il lago d'Antermoia. A est si mantiene piuttosto basso, dividendo la val Duron e la val de Dona fino ai 2283 metri del  Ponin.

## Itinerari di percorrenza
Il sentiero 578, che supera il passo delle Ciaresole, comincia dalla val Duron, poco più in alto della baita Lino Branch, a 1856 metri d'altezza. Si arrampica con semplici tornanti e scalette scavate sul terreno per circa quattro chilometri, mentre la vegetazione arborea, costituita perlopiù da abeti, si dirada progressivamente. È possibile raggiungere il valico anche con il sentiero 555, con partenza presso la "Malga Dò Col d'Aura". Dopo il passo, la traccia scende con poca pendenza per qualche centinaio di metri, fino a congiungersi al sentiero 580. Gli itinerari più conosciuti sono:
- dal rifugio Micheluzzi al rifugio Dona e viceversa, passando per i sentieri 532, 578 e 577, 6,5 chilometri, 2,5 ore;
- dal rifugio Antermoia al rifugio Micheluzzi e viceversa, passando per i sentieri 580 e 578, 7 chilometri, 3 ore;
- dal rifugio Alpe di Tires al rifugio Antermoia e viceversa, passando per i sentieri 594, 532, 555, 580, 10 chilometri, 4 ore.